# Goldprimel
Die Goldprimel (Androsace vitaliana) ist eine Pflanzenart aus der Gattung Mannsschild (Androsace) innerhalb  der Familie der Primelgewächse (Primulaceae).

## Beschreibung

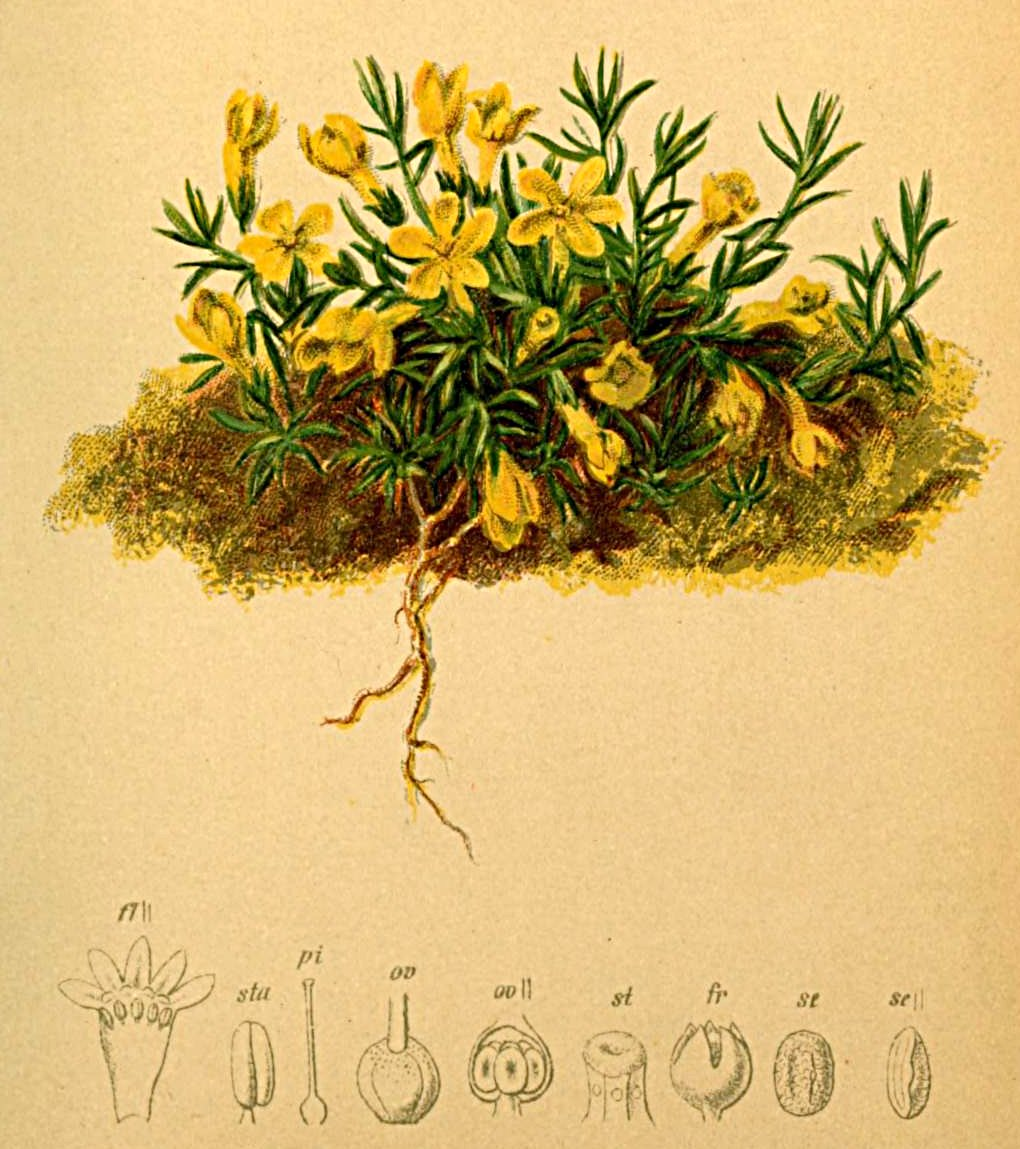
Illustration aus Atlas der Alpenflora

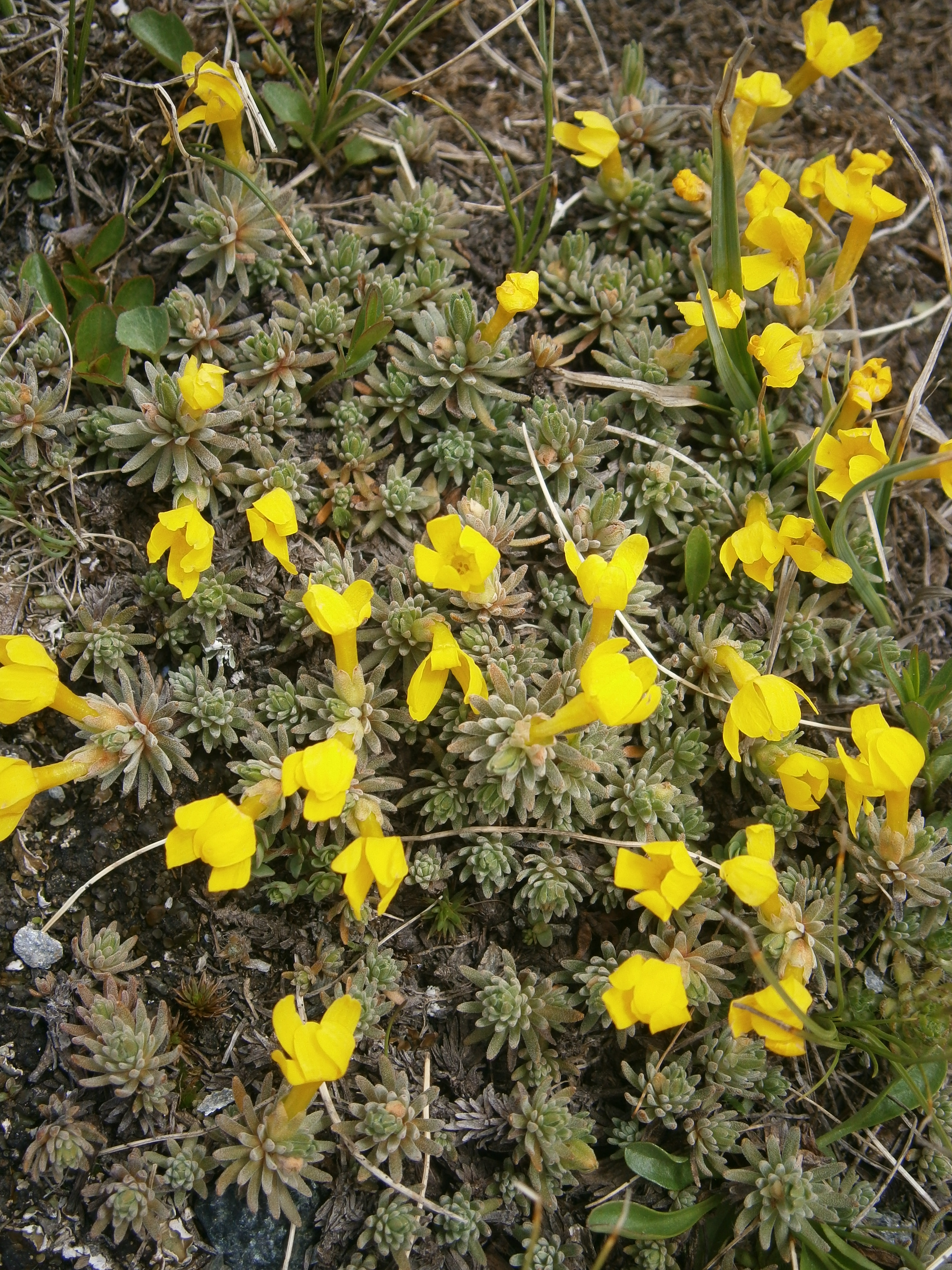
Habitus, Laubblätter und Blüten

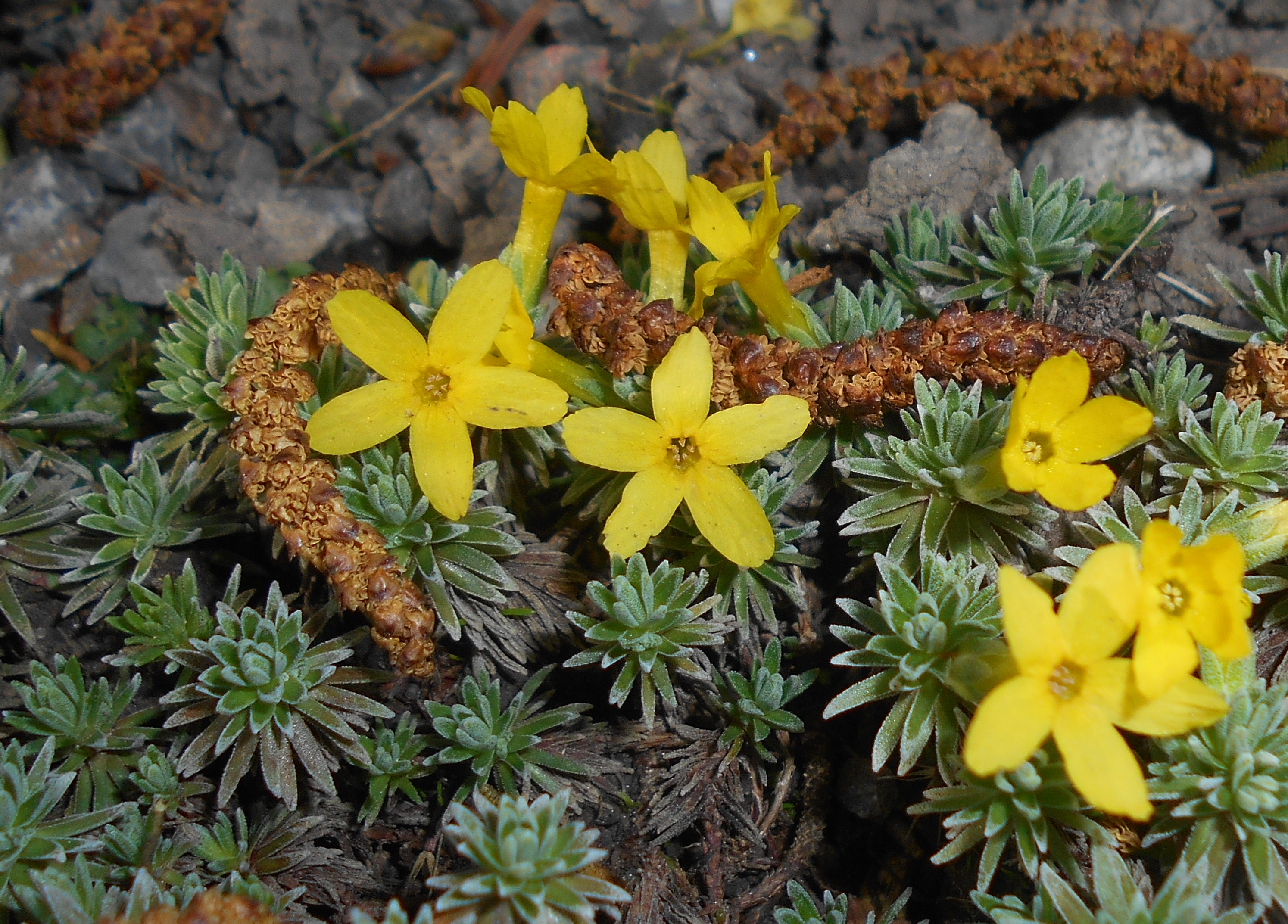
Habitus, Laubblätter und fünfzählige Blüten

### Vegetative Merkmale
Die Goldprimel ist eine ausdauernde krautige Pflanze und erreicht Wuchshöhen von 2 bis 5 Zentimetern. Sie bildet niedrige, lockere Rasen.
Die Laubblätter sind rosettenartig gehäuft. Die einfachen Blattspreiten sind bei einer Länge von 3 bis 12 Millimetern sowie einer Breite etwa 1 Millimetern linealisch und ganzrandig. Sie sind unterseits und am Rand mit Sternhaaren besetzt.

### Generative Merkmale
Die Blüten stehen an der Spitze der obersten Blattrosetten. Der Blütenstiel ist 1 bis 5 Millimeter lang und kürzer als die umgebenden Blätter.
Die zwittrigen Blüten sind fünfzählig mit doppelter Blütenhülle. Der Kelch ist röhrig-glockenförmig, etwa 6 Millimeter lang, mehr oder weniger kantig und  bis zur Mitte in linealisch-lanzettliche Zipfel geteilt. Die Blütenkrone ist gelb und wird beim Trocknen oft grünlich oder bläulich. Die Blütenkronröhre ist etwa 1 Zentimeter lang und 1,5- bis 2,5-mal so lang wie der Kelch. Die fünf Zipfel der Blütenkrone sind eiförmig-lanzettlich, stumpf und etwa 5 Millimeter lang.
Die Kapselfrucht ist länglich-kugelig und etwa 5 Millimeter lang. Die 2 Millimeter langen Samen sind schwarz.
Die Chromosomenzahl beträgt 2n = 40.

## Ökologie
Die Blütezeit reicht von Mai bis Juli. Die Goldprimel ist heterostyl wie manche Primula-Arten und wird von Faltern bestäubt.
Zur Keimung brauchen die Samen eine lang andauernde Frostbehandlung.

## Vorkommen
Die Goldprimel kommt in den südwesteuropäischen Gebirgen von der spanischen Sierra Nevada und den Pyrenäen bis zu den Alpen und den Abruzzen vor.
Sie gedeiht auf steinigen Rasen besonders auf kalkarmem Untergrund. Sie wächst in der Schweiz in Pflanzengesellschaften des Verbands Alpine Silikatschuttflur (Androsacion alpinae). Sie steigt in Südtirol im Gebiet des Schlern auf Höhenlagen bis zu 2500 Metern und im Kanton Wallis auf Höhenlagen bis zu 3100 Metern.
Die ökologischen Zeigerwerte nach Landolt et al. 2010 sind nach InfoFlora in der Schweiz: Feuchtezahl F = 3+w+ (feucht aber stark wechselnd), Lichtzahl L = 5 (sehr hell), Reaktionszahl R = 2 (sauer), Temperaturzahl T = 1+ (unter-alpin, supra-subalpin und ober-subalpin), Nährstoffzahl N = 2 (nährstoffarm), Kontinentalitätszahl K = 2 (subozeanisch).

## Systematik
Die Erstveröffentlichung erfolgte 1753 unter dem Namen (Basionym) Primula vitaliana durch Carl von Linné in Species Plantarum, Tomus I, S. 143. Die Neukombination zu Androsace vitaliana (L.) Lapeyr. wurde 1813 durch Philippe Picot de Lapeyrouse veröffentlicht. Weitere Synonyme für Androsace vitaliana (L.) Lapeyr. sind: Aretia vitaliana Lodd., Vitaliana primuliflora Bertol., Gregoria vitaliana (L.) Duby, Douglasia vitaliana  (L.) Pax, Vitaliana primuliflora subsp. canescens O.Schwarz.
Die Goldprimel wurde manchmal auch in andere Gattungen gestellt. Vitaliana primuliflora Bertol. bildete alleine die Gattung Vitaliana.
Christopher J. Dixon, Walter Gutermann, Peter Schönswetter, Gerald M. Schneeweiss zeigten 2016 in Taxonomy and nomenclature of the polymorphic European high mountain species Androsace vitaliana (L.) Lapeyr. (Primulaceae). In: PhytoKeys, Volume 75, S. 93–106, doi:10.3897/phytokeys.75.10731, dass diese Art in die Gattung Androsace gehört.
Je nach Autor gibt es etwa sechs Unterarten:
- Androsace vitaliana subsp. assoana (M.Laínz) Kress:  Sie kommt nur in Spanien (Iberisches Scheidegebirge, Sierra de Javalambre und Sierra Nevada; in den Provinzen Almería, Ávila, Cáceres (unsicher), Granada, Segovia und Teruel) vor.[6][5]
- Androsace vitaliana subsp. cinerea (Sünd.) Kress:[5] Sie kommt in den Westalpen und den östlichen Pyrenäen,[6] in Spanien (Provinzen Gerona und Huesca (unsicher)), Frankreich (Départements Alpes-Maritimes, Hautes-Alpes und Isère),[7] und Italien (Piemont, Ligurien (unsicher))[8]  vor.
- Androsace vitaliana subsp. flosjugorum Kress: Sie kommt nur in Spanien (Kantabrisches Gebirge, Montes de León; in den Provinzen León, Orense, Palencia und Santander) vor.[6][5]
- Androsace vitaliana subsp. praetutiana (Sünd.) Kress: Sie kommt nur in Italien (Regionen Marchen, Latium (unsicher) und Abruzzen) vor.[8][5]
- Androsace vitaliana subsp. sesleri (Sünd.) Kress (Syn.: Vitaliana primuliflora subsp. sesleri (Sünd.) Pignatti, Gregoria vitaliana var. sesleri Sünd.):[5] Sie kommt in Italien (Regionen Lombardei, Trentino-Südtirol (mit Südtirol),[9] Venetien und Friaul-Julisch Venetien) und Österreich (Kärnten)[9] vor.
- Androsace vitaliana (L.) Lapeyr. subsp. vitaliana: Sie kommt in den Zentralpyrenäen und den Westalpen,[6] in Spanien (Provinzen Lérida, Huesca und Navarra),[6] Andorra,[6] Frankreich (Départements Pyrénées-Atlantiques, Ariège, Alpes-Maritimes, Hautes-Alpes, Isère),[7] Italien (Regionen Aostatal, Piemont und Venetien; fraglich in Trentino-Südtirol)[8] und in der Schweiz (Kantone Wallis und Tessin)[10][2] vor.